# Бродовский сельсовет (Минская область)
Бродовский сельсовет — упразднённая административно-территориальная единица на территории Борисовского района Минской области Белоруссии.

## История
18 декабря 2009 года Бродовский сельсовет Борисовского района упразднён.
Населённые пункты Кострица, Михайлово включены в состав Зачистского сельсовета; населённые пункты Павловцы, Соколы, Старое Янчино - в состав Моисеевщинского сельсовета; населённые пункты Бродовка, Дразы, Медведевка, Плитченка, Повприщи, Раковцы, Старинки, Судоль, Юзефово - в состав Пригородного сельсовета.

## Состав
Бродовский сельсовет включал 14 населённых пунктов:
- Бродовка — деревня
- Дразы — деревня
- Кострица — деревня
- Медведевка — деревня
- Михайлово — деревня
- Павловцы — деревня
- Плитченка — деревня
- Повприщи — деревня
- Раковцы — деревня
- Соколы — деревня
- Старинки — деревня
- Старое Янчино — деревня
- Судоль — деревня
- Юзефово — деревня